# Józef Pawłowski (aktor)
Józef Pawłowski (ur. 29 sierpnia 1990 w Nowym Dworze Mazowieckim) – polski aktor.

## Życiorys
Jest wnukiem szermierza Jerzego Pawłowskiego i aktorki Teresy Szmigielówny. Jego drugi dziadek był pilotem, a babka pracowała jako farmaceutka. Jego matka jest lekarką. Ma czworo rodzeństwa; jego starszy brat Stefan też jest aktorem.
W trakcie nauki w trzeciej klasie szkoły podstawowej wystąpił w swoim pierwszym konkursie teatralnym, a po udziale w nim zdecydował się na karierę aktorską. Należał do osiedlowego koła teatralnego prowadzonego przez Krystynę Rachfał, w czasach gimnazjalnych dołączył do koła teatralnego w Pałacu Młodzieży w Pałacu Kultury i Nauki. Należał też do Ogniska Teatralnego „U Machulskich” Ewy i Juliusza Machulskich. W 2017 ukończył naukę na Wydziale Aktorskim Akademii Teatralnej w Warszawie.
W 2011 wziął udział w Przeglądzie Piosenki Aktorskiej.
W 2014 premierę miał film Władysława Pasikowskiego Jack Strong, w którym razem z bratem wcielał się w postać Waldemara Kuklińskiego, syna głównego bohatera filmu – pułkownika Ryszarda Kuklińskiego. Ponadto zagrał Stefana Zawadzkiego, głównego bohatera filmu wojennego Jana Komasy Miasto 44.
Jest również aktorem dubbingowym; użyczył między innymi głosu Frodo Bagginsowi w polskojęzycznej wersji filmu Hobbit: Niezwykła podróż.

## Życie prywatne
Od 17 maja 2019 jest mężem Klaudii Szafrańskiej, wokalistki zespołu Xxanaxx. W lipcu 2022 roku na świat przyszło pierwsze dziecko pary.

## Filmografia

### Seriale
- 2020: Mały zgon jako Krystian Poldkowski „Poldek”
- 2017: Ultraviolet jako Jacek Przełęcki (gościnnie, odcinek 8)
- 2017–2019: Diagnoza jako Rafał Krupniok
- 2017: Wojenne dziewczyny jako Kamil Brodzki/Filip Sroka
- 2016: Ojciec Mateusz (odc. 199)
- 2016: Belfer jako Maciej Dąbrowa
- 2016: Bodo jako Antek, szofer Bodo (odc. 2, 8-13)
- 2015–2018: Dziewczyny ze Lwowa jako Igor Kizioł
- 2014: Lekarze jako Jędrzej Tulina (gościnnie, odcinek 48)
- 2014: Czas honoru jako Józef (odcinki: 57-60)
- 2013: Przyjaciółki (gościnnie, odcinek 33)
- 2013: Hotel 52 (gościnnie, odcinek 38)
- 2013: Przepis na życie jako Daniel (odcinki: 15-23)
- 2011: Ojciec Mateusz (gościnnie, odcinek 92)
- 2024: Śleboda jako Józek Kalenica

### Filmy
- 2022: Gdzie diabeł nie może, tam baby pośle jako taksówkarz
- 2021: Dziewczyny z Dubaju
- 2019: Na bank się uda jako Patryk Gajda
- 2019: Jak zostałem gangsterem. Historia prawdziwa jako „Tysiek”
- 2019: Piłsudski jako Aleksander Sulkiewicz
- 2015: Warsaw by Night jako Konrad
- 2014: Miasto 44 jako Stefan Zawadzki
- 2014: Jack Strong jako Bogdan Kukliński
- 2013: Bilet na Księżyc
- 2013: Wałęsa. Człowiek z nadziei jako student

### Dubbing
- 2021: Spider-Man: Bez drogi do domu – Eugene „Flash” Thompson[10]
- 2021: Potężne kaczory: Sezon na zmiany – Trener T[11]
- 2019: Klaus – Jesper Johansson
- 2019: Tęczowy Motylokotorożec – Miguel
- 2019: GO! Żyj po swojemu – Soimon
- 2019: Asteriks i Obeliks: Tajemnica magicznego wywaru
- 2018: The Seven Deadly Sins the Movie: Prisoners of the Sky
- 2018: Wodnikowe Wzgórze – Dzwonek
- 2018: Robin Hood: Początek – Robin Hood
- 2018: Zagadki rodziny Hunterów – Jake
- 2018: Fantastyczne zwierzęta: Zbrodnie Grindelwalda – Credence Barebone
- 2018: Winston i Dudley – Winston
- 2018: Greenowie w wielkim mieście – Świerszczu
- 2018: Uprowadzona księżniczka – Lucek
- 2018: Kto to był? – Zach
- 2018: Alexa i Katie – Lucas Mendoza
- 2018: Witajcie w Wayne – Olly Timbers
- 2017: Call of Duty: WWII – Ronald „Red” Daniels
- 2017: Siostry – Makseus
- 2017: Stretch Armstrong i Flex Fighterzy – Jake / Skretch
- 2017: Gantz:O – Joichiro Nishi
- 2017: Stretch Armstrong i Elastyczniaki – Jake / Skretch
- 2017: Twój Vincent – Armand Roulin
- 2017: Magiczny autobus znów rusza w trasę – Tim
- 2017: Big Mouth – Matthew
- 2017: Następcy 2 – Doug
- 2017: Fangbone! – Bill Goodwin
- 2017: Kocur – Taco
- 2017: Pikseloza – Balistico
- 2017: Valerian i miasto tysiąca planet – Valerian
- 2017: Spider-Man: Homecoming – Flash Thompson
- 2017: Luźne lejce – Marcus
- 2017: Kot w butach: Uwięziony w baśni – Toby
- 2017: Jedenastka – Camilo
- 2017: Toon Marty – Burnie
- 2017: Piraci z Karaibów: Zemsta Salazara – Henry
- 2017: Mały rycerz Trenk – Momme-Mumm
- 2017: Power Rangers
- 2016: Zamiana – Gunner Malloy
- 2017: Astrozwierzaki – Radar
- 2017: Lego Batman: Film – Robin
- 2017: Bystry Bill – Bystry Bill
- 2017: To my, Lalaloopsy –
  - Ace Fender Bender,
  - Forest Evergreen
- 2017: Tarzan i Jane – Tarzan
- 2016: Łowcy trolli – Toby Domzalski
- 2016: Ninjago: Mistrzowie spinjitzu – Jay (Sezon 6)
- 2016: Nickel-ho-ho-ho-deon! – Caleb Davis (Dale Whibley)
- 2016: Robal z przyszłości – Danny Douglas
- 2016: Kot Prot urządzi biwak w lot – Mały Kotek B
- 2016: Magi: Adventure of Sinbad – Sindbad
- 2016: Fantastyczne zwierzęta i jak je znaleźć – Credence Barebone
- 2016: Doktor Strange – Terapeuta
- 2016: Beat Bugs – Crick
- 2016: Ever After High: Zima wszech baśni – Dexter Charming
- 2016: Wojownicze żółwiki ninja: Jurajska przygoda – Donatello
- 2016: Lego Scooby-Doo: Nawiedzone Hollywood
- 2016: Wojownicze żółwie ninja: Wyjście z cienia – Donatello
- 2016: Kapitan Ameryka: Wojna bohaterów
- 2016: Ever After High: Smocze igrzyska – Dexter Charming
- 2016: Alvin i wiewiórki: Wielka wyprawa – Miles
- 2015: Bella i Sebastian 2 – Mechanik
- 2015: Gwiezdne wojny: Przebudzenie Mocy
- 2015: The Avatars – Robbie
- 2015: Make It Pop – Caleb Davis
- 2015: Doraemon: Zielona planeta
- 2015: Ever After High: W krainie czarów – Dexter Charming
- 2015: Doraemon: Ludzie wiatru
- 2015: Ben 10: Omniverse
- 2015: Przygody Kota w butach – Toby
- 2015: Turbo – Ritchie
- 2015: Następcy – Doug
- 2015: Bystry Bill – Bystry Bill
- 2015: Henio Dzióbek – Ruter
- 2015: Alvin i wiewiórki – Alvin
- 2015: Kasia i Mim-Mim – Spryciul
- 2015: Lolirock – Carlos
- 2015: Flintstonowie: Wielkie Łubu-dubu –
  - Dino,
  - Hoppy,
  - Bamm-Bamm
- 2015: Fistaszki – Charlie Brown
- 2014: Akademia tańca – West
- 2014: Kosmoloty – Orzeł
- 2014: Scooby Doo i frankenstrachy
- 2014: Hotel 13: Rock ’n’ Roll Highschool – Alfred
- 2014: Wojownicze Żółwie Ninja – Donatello
- 2014: Gang Wiewióra – Edzio
- 2014: Kroniki Xiaolin
- 2014: Głupczaki
- 2014: Jak wymiatać – Andy
- 2014: Fred: Obóz obciachu – Diesel
- 2014: Transformers Prime: Beast Hunters - Predacons Rising – Smokescreen
- 2014: Totalna Porażka: Plejada gwiazd – Dave
- 2014: Pechowcy – Brett Taylor
- 2014: Oddział specjalny – Experion
- 2014: S.A.W. Szkolna Agencja Wywiadowcza – Oscar Cole (nowy dubbing)
- 2014: Noe: Wybrany przez Boga – Sem
- 2014: Cloud 9 – Nick Swift
- 2014: Hotel 13 – Mark
- 2014: Tajemnicze Złote Miasta – Gurban
- 2014: Doraemon – Nobisaku
- 2014: Babar i przygody Badou –
  - Dilash,
  - Gwiazdor,
  - małpka – pirat
- 2014: Paczki z planety X – Dan Zembrosky
- 2013: Ever After High –
  - Dexter Charming,
  - olbrzym Tiny,
  - Gęś,
  - trollica
- 2013: Power Rangers Megaforce – Noah Carter
- 2013: Pokémon: Czerń i Biel – Przygody w Unovie – Cameron
- 2013: Denny obóz – McGee
- 2013: Odlotowe agentki
- 2013: Gormiti – Piron
- 2013: Max Steel – Roberto „Berto” Martinez
- 2013: Violetta – Dj
- 2013: Crash i Bernstein
- 2013: Taz-Mania – Timothy Dziobak
- 2012: Zdaniem Freda! – Diesel
- 2012: Wojownicze Żółwie Ninja – Donatello
- 2012: Wyśpiewać marzenia – Andrew
- 2012: Hobbit: Niezwykła podróż – Frodo Baggins
- 2012: Bunt FM – Barry
- 2012: Pokémon: Czerń i Biel – Ścieżki przeznaczenia – Cameron
- 2012: Szczury laboratoryjne – Marcus
- 2012: Mega Spider-Man – Sam Alexander/Nova
- 2011: Transformers Prime – Smokescreen
- 2011: Zhu Zhu Pets: Wielka przygoda chomików
- 2011: Artur ratuje gwiazdkę
- 2011: Power Rangers Samurai
- 2011: Jessie – Caleb Shannon
- 2011: Moja niania jest wampirem
- 2011: Tajemnice domu Anubisa – Alfred „Alfie” Lewis
- 2010–2013: Victoria znaczy zwycięstwo – Robbie Shapiro
- 2010–2012: Ben 10: Ultimate Alien
- 2010: Marmaduke
- 2009: Harry Potter i Książę Półkrwi
- 2009: Fanboy i Chum Chum
- 2009–2010: Jake i Blake
- 2009–2011: Hot Wheels: Battle Force 5 – Zoom
- 2009–2012: Zeke i Luther
- 2007: iCarly
- 2007–2009: Najnowsze wydanie – Wilder
- 2007–2011: Przygody Sary Jane – Clyde Langer (druga wersja dubbingu)
- 2004: Winx Club – Timmy (druga wersja dubbingu)
- 2001: Dwanaście okrążeń – Danny